# Neoniphargus coolemanensis
Neoniphargus coolemanensis is een vlokreeftensoort uit de familie van de Neoniphargidae. De wetenschappelijke naam van de soort is voor het eerst geldig gepubliceerd in 1997 door Bradbury & Williams.